# خولوق اوبا
خولوق اوبا (به ترکی آذربایجانی: Xuluqoba) یک منطقه مسکونی در جمهوری آذربایجان است که در شهرستان قوسار واقع شده است. خولوق اوبا ۱۰۹ نفر جمعیت دارد.